# 霞浦駅 (福建省)

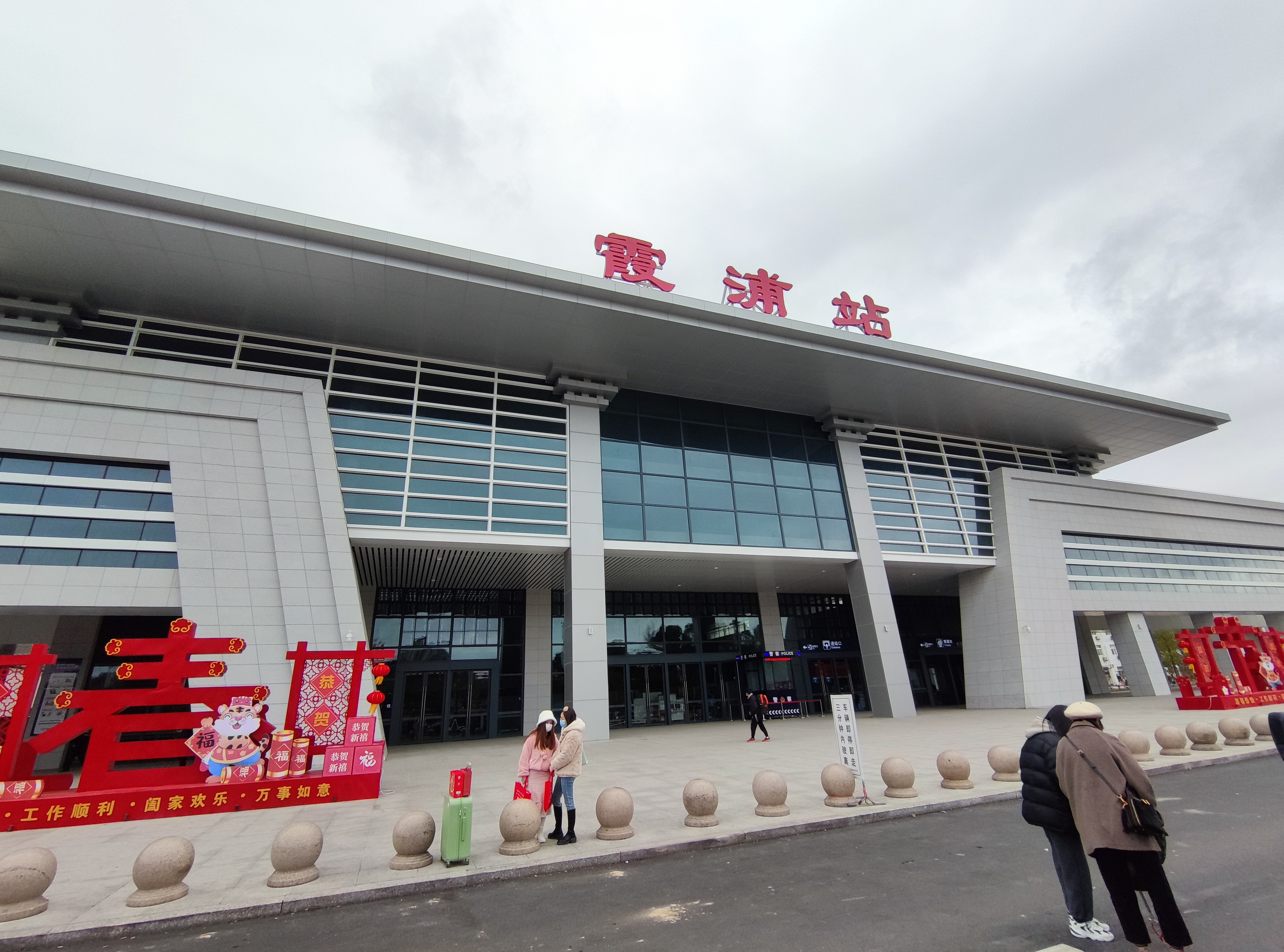
霞浦駅正面（2021年リニューアル後）

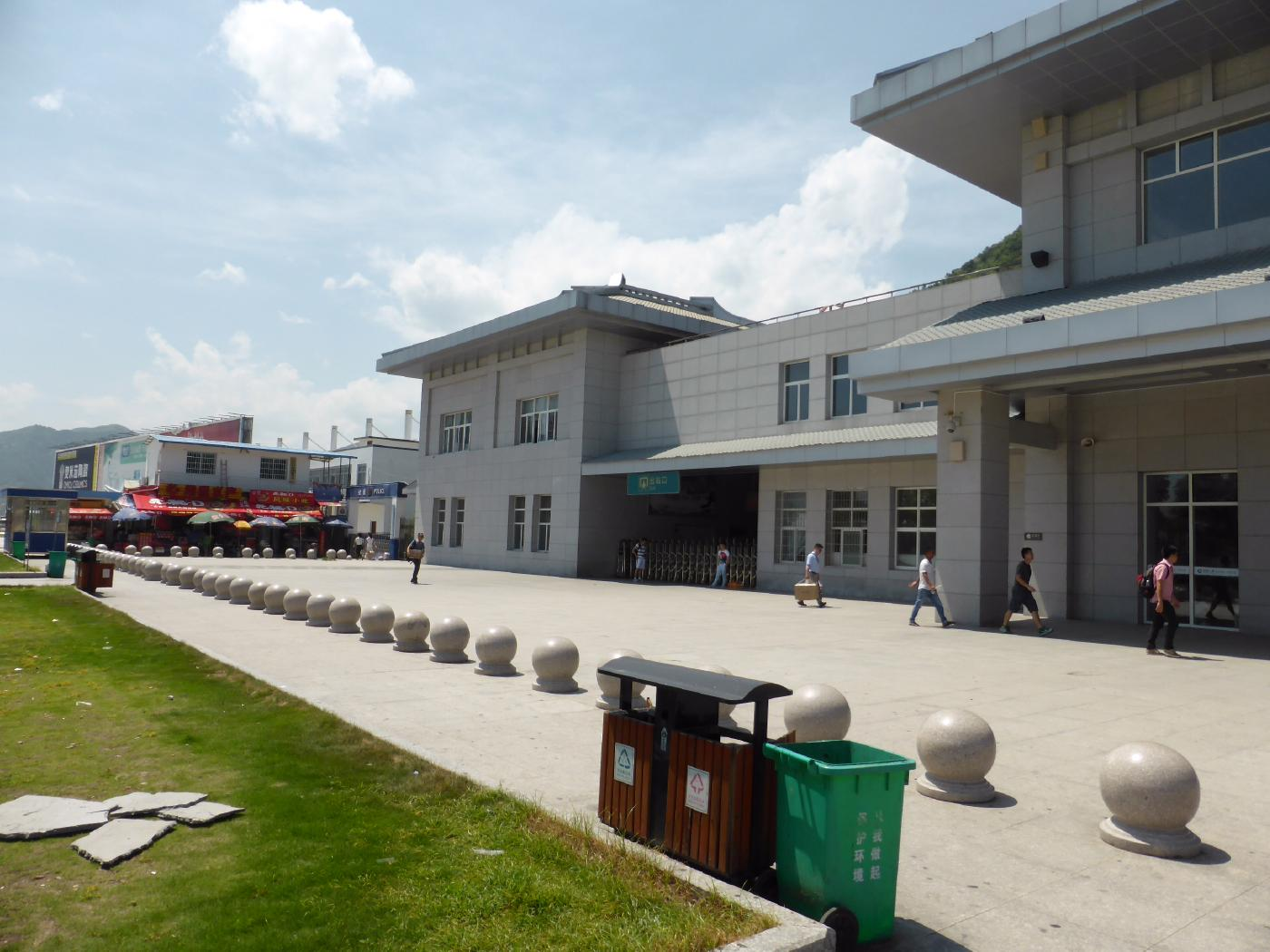
駅に隣接する商店

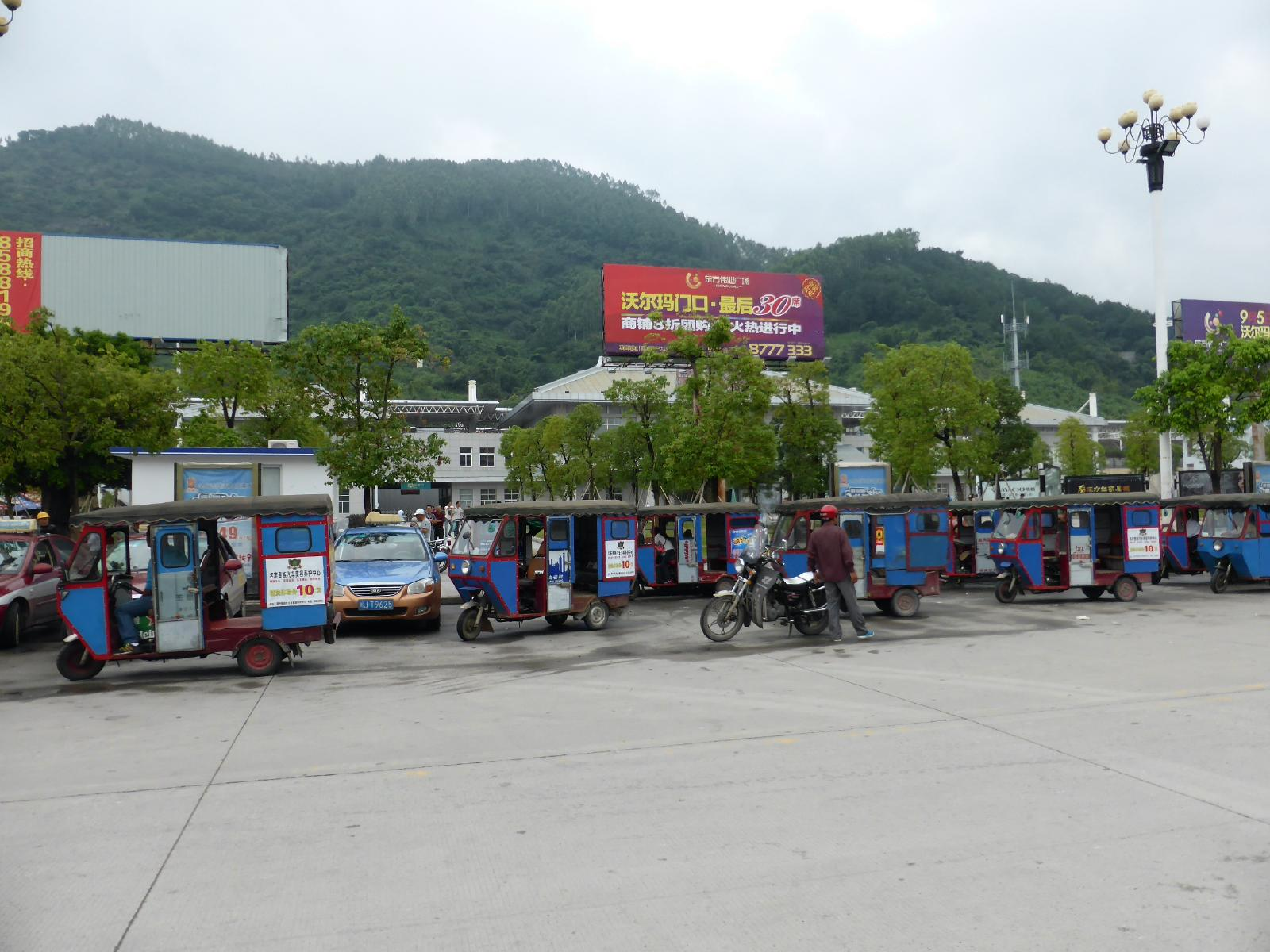
霞浦駅前にならぶバイクタクシー

霞浦駅（かほえき）は中華人民共和国福建省霞浦県松港街道に位置する中国国鉄南昌鉄路局が管轄する駅である。霞浦県中心部から約5km離れている。

## 所属路線
- 中国国鉄
  - 温福線

## 駅構造
- 単式ホーム1面、島式ホーム1面の地上駅であり、通過線2本を有する。
- 駅構内に売店あり

## 歴史
- 2009年9月28日 - 正式に運営開始した。

## 隣の駅
中国国鉄
温福線
福安駅 - 霞浦駅 - 太姥山駅